# Миславський Володимир Наумович
Миславський Володимир Наумович (нар. 25 травня 1960, Харків) — український кінознавець, історик кіно, педагог. Єдиний в Україні доктор мистецтвознавства за спеціальністю кіно і телебачення. Кандидат мистецтвознавства (2012), доктор мистецтвознавства (2019), доцент (2021), професор (2024), завідувач кафедри кінотелережисури та сценарної майстерності Харківської державної академії культури, лауреат телевізійних конкурсів та кінофестивалів; автор та ведучий програм про кіно. Член ради східного регіонального науково-мистецького центру Національної академії мистецтв України (2020). Член-кореспондент Національної академії мистецтв України (2021). Член Української кіноакадемії (2016). Почесний член Харківського дипломатичного клубу (2021). Член Асоціації діячів кіноосвіти України (1996). Член Національної спілки кінематографістів України (2005), член Ради експертів конкурсу професійної журналістики «Честь професії» (2010). Член Гільдії кінознавців та кінокритиків росії. фігурант бази даних "Миротворець".

## Біографія
Володимир Наумович Миславський народився 25 травня 1960 року у Харкові. Протягом 1978–1989 років працював кіномеханіком. У 1989–1990 роках обіймав посаду викладача Харківського середньотехнічного училища кіномеханіків №3. У 1992 році закінчив сценарно-кінознавчий факультет Всесоюзного Державного інституту кінематографії (курс М.В. Савицького) за спеціальністю «кінознавець».
Від 1990 – працював на харківських телеканалах автором і ведучим програм про кіно: «Тоніс-центр» (1990–1992), «Оріон» (1992–1996), «ХАДО-Інвест» (1997), «АТН» (1998–1999), «Simon» (2000–2008), «АТН» (2008–2011), «Фаворіт-ТВ» (2012–2013), «Харків-ТВ» (2015).
У 2009–2014 роках обіймав посаду викладача, доцента кафедри історії і теорії світової та української культури Харківського університету мистецтв. Водночас у 2009–2016 роках — викладач, доцент кафедри медіакомунікацій Харківського національного університету ім. В. Н. Каразіна. Від 2016 року викладає у Харківській державній академії культури.
У 2012 році захистив кандидатську дисертацію «Становлення кіновиробництва та кінопрокату в Україні (1896–1917 рр.): історико-кінознавчий аспект» (наук. керівник — Росляк Роман Володимирович). 
У 2019 році захистив докторську дисертацію «Українське кіномистецтво 20-х років XX ст.: організаційно-творчі трансформації» (наук. консультант — професор Горпенко Володимир Григорович).
В 2019–2024 роках входив до складу Галузевої експертної ради Національного агентства із забезпечення якості вищої освіти з галузі знань 02 «Культура і мистецтво».
Член спеціалізованої вченої ради Д 64.807.01 Харківської державної академії культури.
Входить до складу редакційного штату наукового фахового видання «Культура України» та «Вісник Київського національного університету культури і мистецтв».

## Публікації, викладацька та громадська діяльність
Публікується з 1984 року. Автор 55 монографій та понад 150 статей про кінематограф у періодичних виданнях України, Росії, Польщі, Чехії, Німеччині, Франції, Словаччині. Наприкінці 2020 року, на замовлення німецького наукового видавництва Sciencia Scripts книга В. Миславського «Цікаве кінознавство» була перекладена вісьмома мовами (англійська, німецька, французька, італійська, іспанська, португальська, польська, нідерландська) і вийшла в друк у березні 2021 року.
Книги В. Миславського зберігаються у різних бібліотеках США, Польщі та бібліотеці Стенфордського університету
Один з авторів Великої української енциклопедії та Енциклопедії сучасної України.
В 2012–2018 роках разом з піаністом та композитором Володимиром Соляниковим провів цикл музичних кіновечорів «Великий німий».
У 2023 році читав лекції у Гданському університеті.
За ініціативою В. Миславського в Харкові були встановлені меморіальні дошки піонерам вітчизняного кіно Альфреду Федецькому (14 вересня 2011), Йосипу Тимченко (26 січня 2012), Альфреду Федецькому (17 травня 2012), Дмитру Харитонову (17 травня 2013), а також піонеру азербайджанського кіно Олександру Мішону (18 травня 2013).
Як кінознавець був акредитований на міжнародних кінофестивалях: «Кінофестиваль німого кіно» (Le Giornate del Cinema Muto, Pordenone Silent Film Festival, 1994, 1997), «Московський міжнародний кінофестиваль» (1995, 1999, 2000), «Міжнародний кінофестиваль „Молодість“» (Київ, 1996, 1997), «Каннський міжнародний кінофестиваль» (1997, 1998, 1999), «Берлінський міжнародний кінофестиваль» (1998, 1999), "Міжнародна кінопремія «Гаряче золото» (Hot d'Or, Cannes, 1999), «Міжнародна кінопремія „Теді“» (Teddy Award, Berlin, 1999), «Кінофестиваль східного кіно» (Far East Film Festival, Udine, 2001), кінофестиваль «Французьке кіно сьогодні» (Le Cinema Francais, Moscou, 2001, 2002, 2003).
Головував у журі міжнародних кінофестивалів «Expromt» (2006), «Bommer» (2010), «Кипариси Партеніта» (2011), «Сходи» (2009). Входив до складу журі міжнародних фестивалів «Харківський бузок» (2009–2013), «Дитятко» (2015), «Крила» (2025). Президент Відкритого міжнародного фестивалю-конкурсу екранного, фото-, та медіа-мистецтва «GOLDEN FRAME» (2021–2023).
У 2014 році підтримав проросійські протести у Харкові та був одним зі 100 учасників так званого «Звернення 100» — відеозвернення харків'ян-сепаратистів, які закликали провести референдум про приєднання Харкова до Росії, а сам Миславський порівнював українців з нацистами і натякав на їхні, нібито, наміри здійснити новий Голокост.[первинне джерело]. Це звернення тиражувалось на антиукраїнських сайтах і навіть рупорами російської пропаганди за кордоном. Після цього Миславського було додано до бази даних сайту «Миротворець» за заяви, які центром «Миротворець» кваліфіковані як посягання на територіальну цілісність України.

## Премії і нагороди
- Лауреат премії журналу «Киноведческие записки» «За дипломну роботу ВДІКу» (Москва, 1992).
- Грамота Національної спілки кінематографістів України та Асоціації діячів кіноосвіти України «За професійну майстерність у пропагандіукраїнського кіномистецтва, за активну, плідну участь у кіноосвіті молоді засобами телебачення і преси» (1997).
- Лауреат Всеукраїнського телевізійного конкурсу «Золота хвиля» (1999).
- Лауреат Регіонального рейтингу «Харків'янин року-2001» (2002).
- Дипломант III Міжнародного правозахисного кінофестивалю «Сходи» (2009).
- Нагороджений кришталевим свічником Генеральним консулом Республіки Польщі «За видання книг про видатних поляків» (2012)
- Був одним з претендентів на здобуття Державної премії ім. О. Довженка (2013). Але премію не вручали, бо жодний з чотирьох претендентів не набрав три чверті голосів, що, згідно Положення про комітет, є обов`язковою умовою[29]
- Гран-прі Міжнародної асоціації діячів літератури і мистецтва GLORIA (Німеччина) в номінації «кіно» (2020).
- Подяка від Національного агентства із забезпечення якості освітньої діяльності за вагомий внесок у розвиток системи якості вищої освіти в Україні (2024)
- Почесна грамота Харківської обласної державної адміністрації (2024)

## Монографії
Україномовні
- Кінословник. Терміни. Визначення. Жарґонізми. Харків: ХЧМГУ, 2006. 328 с. ISBN 966-8246-59-4
- Альфред Федецький поет фотографії. Харків: Фактор, 2010. 216 с. : 182 іл. ISBN 978-966-180-088-4
- Олександр Довженко: Маловідомі сторінки. Харків: «Дім Реклами», 2015. 260 с. ISBN 978-966-2149-49-4 (ПОПЕРЕДЖЕННЯ: містить дві статті російською)
- Становлення кіногалузі в Україні 1922—1930 років: протиріччя часу і розмаїтість тенденцій. Харків: «Друкарня Мадрид», 2016. 344 с. ISBN 978-617-7294-81-7
- Історія українського кіно 1896—1930: факти і документи. Т. 1. Харків: «Дім Реклами», 2018. 680 с. : 506 іл. ISBN 978-966-2149-66-1
- Історія українського кіно 1896—1930: факти і документи. Т. 2. Харків: «Дім Реклами», 2018. 528 с. : 827 іл. ISBN 978-966-2149-67-8
- Перше десятиліття кінематографічної творчості Олександра Довженка. Харків: «Дім реклами», 2019. 528 с. : 259 іл. ISBN 978-966-2149-70-8
- Становлення кіновиробництва та кінопрокату в Україні (1896—1917). Riga: Globe Edit, 2020. 193 с. ISBN 978-620-0-60765-2
- Українські кіно 1920-х років: організаційно-творчі трансформації: Riga: Globe Edit, 2020. 476 с. ISBN 978-620-0-60767-6
- Кінознавчі розвідки в Україні (друга половина 1920-х — перша половина 1930-х рр.). Ч. 1. Харків: ТОВ Видавництво «Точка», 2020. 560 с. ISBN 978-617-7856-03-9
- Кінознавчі розвідки в Україні (друга половина 1920-х — перша половина 1930-х рр.). Ч. 2. Харків: ТОВ Видавництво «Точка», 2020. 560 с. ISBN 978-617-7856-04-6
- Зародження і становлення українського кінематографа (перша третина XX століття). GlobeEdit, 2022. 414 с. ISBN 978-617-7856-34-3
- Актори театру і кіно на листівках видавництва «Укртеакіновидав». Харків: ТОВ Видавництво «Точка», 2023. 252 с. ISBN 978-617-7856-57-2
- Західний кінематограф. Концептуально-термінологічний словник. Харків : ТОВ Видавництво «Точка», 2024. 228 с.; 426 іл. ISBN 978-617-7856-52-7
- Олександр Шимон: життя і творчість відомого українського кінознавця (1920–1993). Харків : Видавництво «ТОВ  «Друкарня Мадрид», 2025.  316  с.; 56 іл. ISBN 978-617-8254-36-0

Іншими мовами
- Des études cinématographiques divertissantes. Saarbrücken: Sciencia Scripts, 2020. 120 s. ISBN 978-620-2-56760-2
- Entertaining film studies. Saarbrücken: Sciencia Scripts, 2020. 108 s. ISBN 978-620-2-56758-9
- Entreteniendo los estudios de cine. Saarbrücken: Sciencia Scripts, 2020. 112 s. ISBN 978-620-2-56759-6
- Estudos de filmes divertidos. Saarbrücken: Sciencia Scripts, 2020. 112 s. ISBN 978-620-2-56764-0
- Onderhoudend filmonderzoek. Saarbrücken: Sciencia Scripts, 2020. 112 s. ISBN 978-620-2-56762-6
- Studi cinematografici divertenti. Saarbrücken: Sciencia Scripts, 2020. 108 s. ISBN 978-620-2-56761-9
- Unterhaltsame Filmstudien. Saarbrücken: Sciencia Scripts, 2020. 116 s. ISBN 978-620-2-56757-2
- Zabawne filmoznawstwo. Saarbrücken: Sciencia Scripts, 2020. 108 s. ISBN 978-620-2-56763-3
- Światło i cień Alfreda Fedeckiego. GlobeEdit, 2022. 126 s. ISBN 978-620-0-63603-4

## Статті
Україномовні
- Починалося з «живої фотографії» // Соціалістична Харківщина. 1984. 26 серпня.
- Перші кіносеанси в Харкові // Соціалістична Харківщина. 1985. 27 серпня.
- Довженко — художник // Соціалістична Харківщина. 1985. 29 грудня.
- Кінематограф і Харків // Прапор (Харків). 1989. № 2. С. 153—158.
- Даріо Ардженто: чорний янгол — білий янгол [Архівовано 17 січня 2019 у Wayback Machine.] // Kino-Коло (Київ). 2003. Осінь (19). С. 43–48.
- Цінність факту: перше десятиліття кіно в Україні [Архівовано 25 вересня 2018 у Wayback Machine.] // Кіно-Театр (Київ). 2006. № 4. С. 35–36.
- Перше десятиліття ігрового кінематографа в Україні (1907—1917 рр.) // Нариси з історії кіномистецтва України. Київ: Кінотехнологія, 2006. С. 9–52.
- Актриса з «Тіней…» // Kino-Коло (Київ). 2008. Весна-літо (37–38). С. 144—149.
- Кінематограф Радянської України в період громадянської війни // Культура України. Вип. 40. Х.: ХДАК. 2013. С. 231—239.
- Виробництво кіноустаткування в Україні в 20-ті роки // Матеріали VII круглого столу «Український кінематограф: минуле, сьогодення, перспективи», 5 лютого 2015 р., м. Київ. К.: КиМУ, 2015. С. 172—187.
- Хронологія формування нормативно-правової бази ВУФКУ // Матеріали II круглого столу «Чубасівські читання», 12 березня 2015 р., м. Київ. К.: КиМУ, 2015. С. 183—213.
- Клубний кінопрокат в Україні (1922—1930) // Історія, теорія і практика екранних мистецтв, театру, засобів масових комунікацій, медіапедагогіки: колективна монографія. К.: КиМУ, 2015. Т. 2. С. 77–175.
- Побутові фільми в українському кінематографі 1927-1930-х років // Вісник ХДАДМ. Х.: ХДАДМ, 2015. № 8. С. 91-95.
- Фільми для дітей в українському кінематографі 1920-х років // Матеріали VII круглого столу «Перспективи розвитку екранних мистецтв в Україні», 27 листопада 2015 р., м. Київ. К.: КиМУ, 2015. С. 69–82.
- Кіноосвіта в Україні в 1920-х рр // Культура України. Х.: ХДАК, 2016. Вип. 53. С. 186—194.
- Кадрова політика ВУФКУ в 1920-ті роки [Архівовано 20 січня 2019 у Wayback Machine.] //Вісник ХДАДМ. Х.: ХДАДМ 2017. № 1. С. 136—140
- «Діяльність Олександра Шуба на посаді голови правління ВУФКУ в 1927—1928 рр.» // Х.: Вісник ХДАДМ, Традиції і новації № 4, 2016 р.
- «Одинадцятий»: новаторський фільм Дзиґи Вертова // Evropský filozofický a historický diskurz. Praha, 2017. Volume 3. Issue 2. Р. 44–49.
- Товариство друзів радянського кіно в Україні в 1920-х роках // Evropský filozofický a historický diskurz. Praha, 2017. Volume 3. Issue 3. Р. 84–90.
- Творчі зв'язки театру і кінематографу в Україні в 1920-х роках // Evropský filozofický a historický diskurz. Praha, 2017. Volume 3. Issue 4. Р. 71–77.

- Фільми на інтернаціональні теми в українському кінематографі 1920-х рр. // Ґенеза ідей і динаміка розвитку екранних мистецтв: колект. моногр. К.: Видав. центр КНУКіМ, 2019. Т. 7. С. 132—158.
- Фільми про національні меншини в українському кінематографі 1920-х рр. // Мистецтвознавство. Соціальні комунікації. Медіапедагогіка: колективна монографія. К.: КНУКіМ, 2019. Т. 7. С. 74–88.
- Кіновиробництво російських компаній на території України в роки громадянської війни // Мистецтвознавство. Соціальні комунікації. Медіапедагогіка: колективна монографія. К.: КНУКіМ, 2019. Т. 8. С. 58–106.
- Сучасники про фільм О. Довженка «Земля»: різноплановість дискусій // Аудіовізуальне мистецтво i виробництво: досвід, проблеми та перспективи: колективна монографія. К.: КНУКіМ, 2021. Т. 9. С. 191—205.
- Українські підручники з історії кіно і телебачення: досягнення і невдачі // Evropský filozofický a historický diskurz. 2024. Volume 10. Issue 2. С. 33–40.

Іншими мовами
- Development of Film Music in Ukraine in the 1920’s // Journal of History Culture and Art Research. 2020. Vol. 9. No. 1. March. С. 477–483.
- Ukrainian period of Dziga Vertov’s creative work // Аудіовізуальне мистецтво і виробництво: досвід, проблеми та перспективи: колект. моногр. Київ, 2021. Т. 9. С. 191–205.
- Dovzhenko’s conceptual film “Earth”: in orbit of admiration and criticism // Мистецтвознавство. Соціальні комунікації. Медіапедагогіка: колект. моногр. Київ, 2021. Т. 9. С. 175–191.
- The topic of the Soviet–Ukrainian War (1917–1921) in Ukrainian cinematography of the 1920s // Культура України. Харків, 2021. Вип. 73.  С. 86–90.
- «Perekop» by Ivan Kavaleridze as one of the groundbreaking films about the Civil War. Матеріали II Міжнародної науково-практичної конференції «Освітні виклики соціокультурної сфери. Імплементація європейських цінностей в аудіовізуальній культурі», 25 жовтня 2021 р., м. Київ. Київ: Видав. центр КНУКіМ, 2021. Ч. ІІІ. С. 72–77.
- Author’s Cinema in the Cultural Space of the Second Half of the XX and Early XXI Century // Культура України. Харків, 2023. Вип. 79. С. 113–115.
- Religious and legal aspects in world cinema // Вісник Київського національного університету культури і мистецтв. Київ: Видав. центр КНУКіМ, 2023. 6(1). С. 141–144.
- The birth and establishment of film education in Ukraine (1916–1930) // Culture and art in modern scientific discourse: monograph. Kharkiv: PC Technology Center, 2023. Р. 123–145.
- Anthology of Ukrainian film criticism of the 1920s // Культура України. Харків, 2023. Вип. 81. С. 94–95.
- Interrupted flight. Ukrainian cinema of the VUFKU period // Вісник Київського національного університету культури і мистецтв. Київ: Видав. центр КНУКіМ, 2023. 6(2). С. 309–313.
- The Formation of Ukrainian documentary film directin in the second half of the 1920s // Культура України. Харків, 2023. Вип. 82. С. 59–66.
- Issues of Ukrainian films about the revolution and Civil War, made by AUPhCA (All-Ukrainian Photo and Cinema Administration) in 1928-1930 // Аудіовізуальне мистецтво і виробництво: досвід, проблеми та перспективи: колект. монограф. Київ: Видав. центр КНУКіМ, 2023. Т. 10. С. 193–209.
- The formation of the film business in Ukraine (1896–1916) // Apparatus. 2023. № 17.
- Ways to overcome the screenwriting crisis in Ukrainian cinematography of the second half of the 1920s // Культура України. Харків, 2024. Вип. 83. С. 35–49.